# Jan Malm
Jan Malm, född 23 maj 1950 i Ödeshög, död 8 april 2004, var direktör och chef för det svenska telecombolaget Ericssons hela verksamhet i Kina från december 2000 till 2004. 
Malm var född och uppvuxen i Ödeshög, och genomgick civilingenjörsutbildning i Linköping. Han var även officersutbildad i flygvapnet och var kapten i flygvapnets reserv. Under lång tid var han verksam i Teli AB i Nynäshamn och därefter i Ericsson AB. Jan Malm bodde i Nysnäshamn, var seglingsentusiast och en tid ordförande i segelsällskapet i Nynäshamn.